# Eleições europeias de 2024 (Chéquia)
As eleições europeias de 2024 na Chéquia foram realizadas a 7 e 8 de junho e serviram para eleger os 21 deputados nacionais para o Parlamento Europeu durante as eleições europeias. O partido ANO 2011, do grupo liberal europeu, venceu as eleições com 26% dos votos.

## Representação parlamentar 2019-2024
A tabela mostra os deputados de acordo com a última informação do Parlamento Europeu:
| Partido Nacional | Partido Nacional                                        | Deputados | Grupo parlamentar | Grupo parlamentar                                 |
| ---------------- | ------------------------------------------------------- | --------- | ----------------- | ------------------------------------------------- |
|                  | Partido Democrático Cívico                              | 4 / 21    |                   | Reformistas e Conservadores Europeus              |
|                  | ANO 2011                                                | 3 / 21    |                   | Renovar a Europa                                  |
|                  | Partido Pirata Checo                                    | 3 / 21    |                   | Verdes/Aliança Livre Europeia                     |
|                  | TOP 09                                                  | 2 / 21    |                   | Grupo do Partido Popular Europeu                  |
|                  | União Cristã e Democrata - Partido Popular Checoslovaco | 2 / 21    |                   | Grupo do Partido Popular Europeu                  |
|                  | Presidentes da Câmara e Independentes                   | 1 / 21    |                   | Grupo do Partido Popular Europeu                  |
|                  | Liberdade e Democracia Direta                           | 1 / 21    |                   | Identidade e Democracia                           |
|                  | Partido Comunista da Boêmia e Morávia                   | 1 / 21    |                   | Esquerda Unitária Europeia/Esquerda Nórdica Verde |
|                  | Dita Charanzová (Independente)                          | 1 / 21    |                   | Renovar a Europa                                  |
|                  | Martina Dlabajová (Independente)                        | 1 / 21    |                   | Renovar a Europa                                  |
|                  | Radka Maxová (Independente)                             | 1 / 21    |                   | Aliança Progressista dos Socialistas e Democratas |
|                  | Hynek Blaško (Independente)                             | 1 / 21    |                   | Não inscritos                                     |

| Grupo parlamentar | Grupo parlamentar                                 | Deputados |
| ----------------- | ------------------------------------------------- | --------- |
|                   | Renovar a Europa                                  | 5 / 21    |
|                   | Grupo do Partido Popular Europeu                  | 5 / 21    |
|                   | Reformistas e Conservadores Europeus              | 4 / 21    |
|                   | Verdes/Aliança Livre Europeia                     | 3 / 21    |
|                   | Identidade e Democracia                           | 1 / 21    |
|                   | Esquerda Unitária Europeia/Esquerda Nórdica Verde | 1 / 21    |
|                   | Aliança Progressista dos Socialistas e Democratas | 1 / 21    |
|                   | Não inscritos                                     | 1 / 21    |

## Resultados Oficiais
| Partido                 | Partido                                  | Votos     | %               | +/-      | Deputados | +/-      |
| ----------------------- | ---------------------------------------- | --------- | --------------- | -------- | --------- | -------- |
|                         | ANO 2011                                 | 776 158   | 26,12 / 100,00  | 4,94     | 7 / 21    | 1        |
|                         | Spolu (ODS-TOP 09-KDU-ČSL)               | 661 250   | 22,25 / 100,00  | 11,18    | 6 / 21    | 2        |
|                         | Přísaha e Motoristas                     | 304 623   | 10,25 / 100,00  | Novo     | 2 / 21    | Novo     |
|                         | Chega! (KSČM-SDSN-ČSNS)                  | 283 935   | 9,56 / 100,00   | 2,62     | 2 / 21    | 1        |
|                         | Prefeitos e Personalidades pela Europa   | 258 431   | 8,70 / 100,00   | -        | 2 / 21    | 1        |
|                         | Partido Pirata Checo                     | 184 091   | 6,20 / 100,00   | 7,75     | 1 / 21    | 2        |
|                         | Liberdade e Democracia Direta - Tricolor | 170 172   | 5,73 / 100,00   | 3,41     | 1 / 21    | 1        |
|                         | Lei, Respeito, Especialização            | 63 959    | 2,15 / 100,00   | Novo     | 0 / 21    | Novo     |
|                         | Social Democracia                        | 55 260    | 1,86 / 100,00   | 2,09     | 0 / 21    | Estável  |
|                         | Svobodní                                 | 52 408    | 1,76 / 100,00   | 1,11     | 0 / 21    | Estável  |
|                         | Verdes                                   | 46 127    | 1,55 / 100,00   | -        | 0 / 21    | Estável  |
|                         | Outros (com menos de 1,00%)              | 114 847   | 3,86 / 100,00   |          | 0 / 21    |          |
| Votos Inválidos         | Votos Inválidos                          | 22 793    | 0,76 / 100,00   | 0,06     |           |          |
| Total                   | Total                                    | 2 994 054 | 100,00 / 100,00 |          | 21 / 21   |          |
| Eleitorado/Participação | Eleitorado/Participação                  | 8 490 901 | 35,26 / 100,00  | 6,55     |           |          |
| Fonte                   | Fonte                                    | Volby.cz  | Volby.cz        | Volby.cz | Volby.cz  | Volby.cz |

## Representação parlamentar (2024-2029)

### Partidos nacionais
| Partido | Partido                                                 | Deputados | Grupo parlamentar | Grupo parlamentar                    |
| ------- | ------------------------------------------------------- | --------- | ----------------- | ------------------------------------ |
|         | ANO 2011                                                | 7 / 21    |                   | Patriotas pela Europa                |
|         | Partido Democrático Cívico                              | 3 / 21    |                   | Reformistas e Conservadores Europeus |
|         | Prefeitos e Personalidades pela Europa                  | 2 / 21    |                   | Grupo do Partido Popular Europeu     |
|         | Přísaha e Motoristas                                    | 2 / 21    |                   | Patriotas pela Europa                |
|         | TOP 09                                                  | 2 / 21    |                   | Grupo do Partido Popular Europeu     |
|         | Democratas Unidos - Associação de Independentes         | 1 / 21    |                   | Não inscritos                        |
|         | Liberdade e Democracia Direta                           | 1 / 21    |                   | Europa das Nações Soberanas          |
|         | Partido Comunista da Boêmia e Morávia                   | 1 / 21    |                   | Não inscritos                        |
|         | Partido Pirata Checo                                    | 1 / 21    |                   | Verdes/Aliança Livre Europeia        |
|         | União Cristã e Democrata - Partido Popular Checoslovaco | 1 / 21    |                   | Grupo do Partido Popular Europeu     |

### Grupos parlamentares europeus
| Grupo parlamentar | Grupo parlamentar                    | Deputados |
| ----------------- | ------------------------------------ | --------- |
|                   | Patriotas pela Europa                | 9 / 21    |
|                   | Grupo do Partido Popular Europeu     | 5 / 21    |
|                   | Reformistas e Conservadores Europeus | 3 / 21    |
|                   | Não inscritos                        | 2 / 21    |
|                   | Europa das Nações Soberanas          | 1 / 21    |
|                   | Verdes/Aliança Livre Europeia        | 1 / 21    |